# Berberides

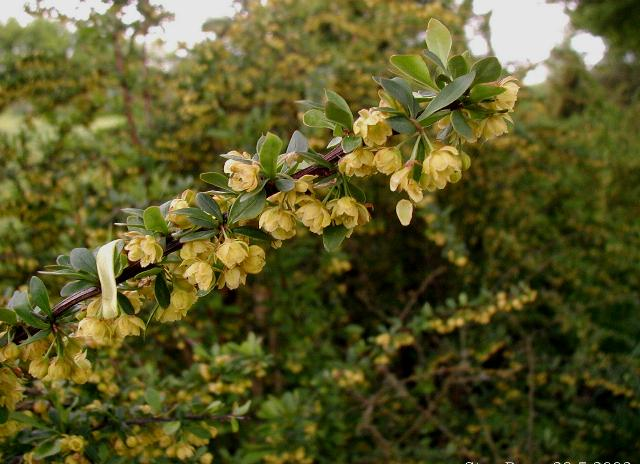
Berberis

Berberides, na classificação taxonômica de Jussieu (1789), é uma ordem botânica da classe Dicotyledones, Monoclinae (flores hermafroditas), Polypetalae (corola com duas ou mais pétalas) e estames hipogínicos (quando os estames estão inseridos abaixo do nível do ovário).
Apresenta os seguintes gêneros:
- Berberis, Leontice, Epimedidium, Rinorea, Conoria, Riana, Corynocarpus, Barreria, Poaraqueiba, Hamamelis, Othera, Rapanea, e outros.